# Мейрамсопы
Мейрамсопы Аргын (около 1400 — ?) — великий суфий, глава племени Аргын а также один из первых распространителей ислама на территории степи. Старший сын и наследник великого эмира Караходжи. Внук бия и советника ханов Барака и Абулхаира Акжол-бия.

## Биография
О Мейрамсопы очень мало информации: большинство берётся из шежере казахов.
Известно что он принадлежал к суфийскому тарикату «Ишкийа». После смерти своего деда Акжол-бия вероятно стал главой племени Аргын.

## Семья
Согласно шежире у Мейрамсопы было 5 сыновей. 4 из них были от старшей жены Нурфаи. Самый младший Болатходжа (которого также называют «Каракесек») был сыном рабыни Каркабат. Несмотря на то, что Каркабат имела статус рабыни, Мейрам очень любил её и желал, чтобы у Каракесека было большое потомство.
1. Каракесек: қамбар, жалықбас, шұбыртпалы, бошан (таз, байбөрі, машай (кояншы-таңай, керней-кәрсен), жанту, манат), әлтеке (алмұрат, дос, койкел, сапақ, есболат, отеген), сарым (тоқсан, отеміс), кара (кожас, жарас, бәркөз, отеп, тақабай, мұрат, дүзен, тоқан) және шор (дүйсенбай, шекшек, тілеубай, айтімбет, кожам, алтөбет).
2. Куандык: алтай-карпыки (кареке, тока, сармантай), есенғарт, аманғарт, омір, темір, темеш.
3. Суйиндык: каржас, орманшы, құлболды (айдабол, күлік, ақбура, тұлпар, қаблан), жанболды, мәжік (малай, жәдігер).
4. Бегендик: козған (оразгелді (тәңірберді, сырық)).
5. Шегендик: кақсал.